# Torii Kiyoshige
Torii Kiyoshige est un nom japonais traditionnel ; le nom de famille (ou le nom d'école), Torii, précède donc le prénom (ou le nom d'artiste).
Torii Kiyoshige (鳥居 清重) est un peintre japonais du XVIIIe siècle utilisant la technique du nishiki-e de style ukiyo-e. Ses grandes impression font partie des chefs-d’œuvre tardifs de l'école Torii.
Il semble que Kiyoshige soit un élève de Torii Kiyonobu, le fondateur de l'école Torii. Contrairement aux lignes courbes et fluides de son maître, celles de Kiyoshige sont plutôt angulaires et rigoureuses. Les personnages seuls qui occupent une grande partie de la surface de l'image sont caractéristiques de nombre de ses compositions ainsi que les haiku, courts poèmes japonais disposés dans la section supérieure de l'image.
À côté des illustrations pour livres, il s'intéresse surtout aux benizuri-e (estampes pourpres) et aux urushi-e (peinture en laque) consacrés aux femmes et aux acteurs. Sa période créative s'étend à peu près de 1724 jusqu'à 1764 à Edo.

## Sources
- Julius Kurth, Geschichte des japanischen Holzschnitts. 3 Bände, Leipzig 1925–1929
- Roger Goepper (de): Meisterwerke des japanischen Farbholzschnitts. Ostfildern 1982,  (ISBN 3-7701-0717-9)
- Gabriele Fahr-Becker (Hrsg.): Japanische Farbholzschnitte. Köln 2007,  (ISBN 978-3-8228-3473-2)